# ニュー・クリティシズム
ニュー・クリティシズム（New Criticism）は、20世紀の英米で行われた文学批評の方法。作品を社会的、歴史的文脈から切り離し、また作者の伝記的事実と結びつけることをせず、純粋に作品そのものに即して論じようとした。

## 経緯
1920年代から、英国のT・E・ヒューム、T・S・エリオット、エズラ・パウンド、ウィリアム・エンプソン、I・A・リチャーズらが、米国ではアレン・テイト、ジョン・クロウ・ランサム、クリアンス・ブルックスらが提唱し、米国ではアレン・テイトらの『Fugitives』（逃亡者）『ケニヨン・レビュー』などの機関誌が刊行された。日本では「新批評」とされることもある。
当初は形而上派詩を対象とし、イメジャリー（作品によってイメージが喚起される作用）や象徴を論じていたが、1940年代から小説作品にも適用されるようになった。1950年代に本流は廃れたが、作者と作品を切り離す、伝記批評への批判などの点で、ロラン・バルトの「作者の死」やテクスト論に影響を与えている。

## 日本語での関連書籍
- 細入藤太郎『新批評』南雲堂不死鳥選書 別巻 英米文学シンポジアム 1958
- 小川和夫『ニュー・クリティシズム その歴史と本質』弘文堂 現代芸術論叢書 1959
  - 『ニュー・クリティシズム 本質と限界』南雲堂 1968
- 小川和夫・橋口稔共編『ニュークリティシズム辞典』研究社出版 1961
- 高橋正雄編『ニュークリティシズム研究』北星堂書店 1963
- 川崎寿彦『ニュークリティシズム概論』研究社出版 1964
- フランク・レントリッキア『ニュー・クリティシズム以後の批評理論』村山淳彦・福士久夫訳 未来社 ポイエーシス叢書 1993

## 注
1. ↑  『英米文学辞典』斎藤勇監修、研究社